# Syndrom explodující hlavy
Syndrom explodující hlavy (SEH), nebo také  občasný lebeční smyslový šok, je zdraví neškodná porucha, při které člověk slyší hlasité zvuky (jako výbuch bomby, výstřel, nebo ránu do činelu apod.) nebo má pocit, že došlo k výbuchu. Tyto jevy se mohou vyskytovat jak při usínaní, tak i při probouzení. Tyto zvuky jsou nečekané, mají krátké trvání a mohou být pro člověka nepříjemné. Příčina ani mechanismus nejsou známy. Přestože jsou tyto projevy neškodné, vyskytují se případy, kdy byly pro postiženého stresující a omezující.

## Klasifikace
Syndrom explodující hlavy je dle MKN klasifikován jako parasomnie a spánková disociativní porucha. Tato porucha je neobvyklá v tom, že halucinace se vyskytují i u lidí, kteří nejsou plně vzhůru, podobně jako u hypnagogických pseudohalucinací.

## Příznaky
Jedinci trpící touto poruchou mají pocit, že slyší hlasité zvuky, když usínají nebo se probouzejí. Mají silnou emocionální reakci na daný zvuk a často jsou zvukem vyděšeni. Nevykazují však vážnější bolesti; kolem 10% lidí také zažívá vizuální projevy, vidiny statických obrazců, blesk nebo záblesky světla. Někteří lidé mohou také cítit teplo, zvláštní pocity v trupu, nebo pocit mravenčení, které postupuje směrem k hlavě předtím, než dojde k zvukovým halucinacím. Kvůli zvýšenému rozrušení lidé mohou zažívat úzkost, zmatení, svalové záškuby, tachykardii, pocení a také pocit, jakoby přestali dýchat a musejí vynaložit snahu, aby začali dýchat znovu.
Projevy sluchových halucinací jsou různé. Někteří lidé tvrdí, že mají halucinace dvakrát až čtyřikrát následované delším odstupem nebo úplným zmizením. U dalších lidí mohou projevy trvat několik týdnů či měsíců, než přestanou nebo se dokonce mohou vyskytovat nepravidelně každých pár dní, týdnů nebo měsíců a to i po celý život.
Někteří lidé se domnívají, že příhody SEH nejsou přírodní události, ale že jsou následky používání zbraně se směrovanou energií, která vytváří zvukový efekt. Takto byl SEH zapracován do konspiračních teorií, ale neexistuje žádný vědecký důkaz, že má nepřírodní původ.

## Příčiny
Příčina SEH je neznámá, ale bylo představeno několik hypotéz (shrnuto v ). Nejrozšířenější teorie o příčině těchto poruch je dysfunkce z retikulární formace v mozkovém kmeni zodpovědné za přechod mezi bděním a spánkem.
Jiné teorie o příčinách SEH jsou:
- Nepatrné záchvaty postihující spánkový lalok
- Ušní dysfunkce, včetně náhlých změn v některých z částí středního ucha nebo Eustachovy trubice, nebo trhliny v blánovém labyrintu nebo Peri-lymfatické píštěli
- Stres a úzkost
- Nepravidelný a špatný spánek, spojený s nedostatkem hlubokého spánku
- Následek vysazení Antidepresiv
- Dočasná dysfunkce vápníkového kanálu.

## Léčba
V roce 2014 doposud nebyla provedena žádná klinická studie s cílem určit, jaké druhy léčby jsou bezpečné a účinné; bylo zveřejněno několik zpráv popisujících léčbu malého množství lidí (počet lidí v jednotlivých zprávách se pohyboval mezi 2-12 lidmi). Léčby byly prováděny klomipraminem, flunarizinem, nifedipinem, topiramátem, karbamazepinem, methylfenidátem. Studie naznačují, že cvičení a útěcha pro lidi trpící SEH může snížit frekvenci jeho výskytu. Je dokázáno, že lidé trpící SEH zřídkakdy vyhledávají pomoc zdravotnických profesionálů.

## Epidemiologie
Není k dispozici dostatek studií, aby se dalo s jistotou říci, u koho převládá nebo kdo má tendenci trpět SEH. Jedna studie zjistila, že 13,5% testovaných vysokoškoláků uvedlo, že mělo alespoň jednu zkušenost v průběhu svého života, a více bylo dokonce těch, kteří trpí spánkovou paralýzou.

## Historie
Výskyty SEH byly hlášeny už v roce 1876, které Silas Weir Mitchell u pacienta popsal jako "smyslové výboje". Výraz "puknutí mozku" byl vytvořen v roce 1920 britským lékařem a psychiatrem jménem Robert Armstrong-Jones. Podrobný popis tohoto jevu a název "syndrom explodující hlavy" byl zvolen britským neurologem jménem John M. S. Pearce v roce 1989. Peter Goadsby a Brian Sharpless nedávno navrhli přejmenování na "občasný lebeční smyslový šok", což přesněji popisuje příznaky (včetně nesluchových prvků) a více vychází z názvu Mitchella.